# Muddanaikanahallipura, Alur
Muddanaikanahallipura là một làng thuộc tehsil Alur, huyện Hassan, bang Karnataka, Ấn Độ.